# Чемпионат мира по шоссейным велогонкам 1970
Чемпионат мира по шоссейным велогонкам 1970 года проходил 13-16 августа в Лестере, Великобритания.

## Призёры
| Велогонка     | Золото                                                                 | Золото   | Серебро                                                                      | Серебро     | Бронза                                                                    | Бронза      |
| ------------- | ---------------------------------------------------------------------- | -------- | ---------------------------------------------------------------------------- | ----------- | ------------------------------------------------------------------------- | ----------- |
| Мужчины       |                                                                        |          |                                                                              |             |                                                                           |             |
| Профессионалы | Жан-Пьер Монсере · Бельгия                                             | 6ч33’58" | Лейф Мортенсен · Дания                                                       | +0’02"      | Феличе Джимонди · Италия                                                  | то же время |
| Любители      | Йёрген Шмидт · Дания                                                   | 4ч08’12" | Людо Ван Дер Линден · Бельгия                                                | +0’03"      | Тони Гакенс · Бельгия                                                     | +0’05"      |
| Команды       | СССР · Валерий Ярды · Владимир Соколов · Валерий Лихачёв · Борис Шухов | 2ч12’28" | Чехословакия · Франтишек Ржезач · Петр Матоушек · Милан Пузрла · Иржи Майнуш | 2ч12’46"    | Нидерланды · Федор ден Хертог · Адри Дейкер · Попке Остерхоф · Тино Табак | 2ч12’59"    |
| Женщины       |                                                                        |          |                                                                              |             |                                                                           |             |
|               | Анна Конкина · СССР                                                    | 1ч39’54" | Морена Тартаньи · Италия                                                     | то же время | Раиса Ободовская · СССР                                                   | то же время |